# ジプシー.cz
ジプシー.cz（ジプシー・ツェーゼー、Gipsy.cz）はチェコのラップ・グループ。あるいは、そのリーダーでラッパーのラドスラフ・“ジプシー”・バンガ（Radoslav “Gipsy” Banga）。グループは“ジプシー”の他、3人のロマ（ジプシー）出身の演奏者たちから構成される。

## 来歴
ジプシー.czのリーダー、ラドスラフ・“ジプシー”・バンガはプラハに生まれた。13歳のころからストリード・キッドとして育ち、その中でヒップホップとであった。。やがてバルカン・ブラス・バンドの演奏にラップを乗せる、ジプシー音楽とヒップホップを融合したスタイルを確立し、3人の演奏家とともにジプシー.czを結成する。“ジプシー”は、ボバン・マルコヴィッチ（Boban Marković）・オルケスタルやGZAとも競演した。2005年、チェコで最高の音楽賞であるアンジェル賞（Anděl）の「Hip-Hop & R'n'B ベスト・アルバム」に選ばれた。翌2006年にはアンジェル賞の「最優秀新人賞」を受賞した。2009年、ユーロビジョン・ソング・コンテストの2009年大会にチェコ代表として参加することが決まった。

## 日本での受容
2007年9月22日、NHKの番組「こだわりライフ ヨーロッパ - ロマの心をヒップホップにのせて～チェコ　プラハ」でジプシー.czが取り上げられた

## 評価
- 2005年 Anděl賞 （チェコ） - Hip-Hop & R'n'B ベスト・アルバム（Romano Hip Hop）
- 2006年 Anděl賞 （チェコ） - 最優秀新人賞
- 2006年 Filter誌 （チェコ） - 今年の1曲（Romano Hip Hop）
- また、同年ユーロビジョン・ソング・コンテスト2007の国内選考に「Muloland」で挑戦し、28343ポイントを獲得した1位のKabátに対し25257票を獲得し2位につけている。

## アルバム
Romano Hip Hop（2006年）
1. Tajsa
2. Multin
3. 7/8
4. Romano Hip Hop
5. Palikeras Tumenge
6. Ne, že ne
7. Jednou
8. Welcome to Prague
9. Bengoro Hang
10. Abacus
11. Načalado Godi
12. Tím, čím chcete
13. Mira Daje
14. Muloland
15. Tečka

Reprezent（2008年）
1. Benga beating
2. Barvoslepej svět
3. Dokud dejchám
4. Večernice
5. Amen Savore
6. Amenca
7. Reprezent
8. Na cigánské svatbe
9. Love love
10. Gejza Ušti
11. Dobrý den
12. Udělej něco!
13. Vítej
14. A na závěr si s námi dejte trochu té Čunárny

## メンバー
- ラドスラフ・“ジプシー”・バンガ（Radoslav “Gipsy” Banga）- ラッパー、ビートボックス、プログラミング、ヴォーカル
- ヴォイタ・“ベーラ”・ラヴィチュカ（Vojta “Béla” Lavička）- ヴァイオリン、ヴォーカル
- ヤン・ロトヴァイレル・スルマイ（Jan “Rotvajler” Surmaj） - アコーディオン、ギター、ヴォーカル
- ペートル・ドゥルマン・スルマイ（Petr “Durman” Surmaj） - エレクトリック・アップライト・ベース